# Le Dit de l'empereur Constant

Le Dit de l'empereur Constant, dit aussi l’Empereur Constant, est un court texte français anonyme de la seconde moitié du XIIIe siècle, adapté d'une légende byzantine, qui narre l'histoire légendaire d'un empereur romain, identifié avec Constance Chlore ou avec son fils Constantin Ier. Une version en vers de 630 octosyllabes et une version en prose de ce texte sont conservées, chacune transmise dans un seul manuscrit.

## L'histoire
L'empereur de Byzance veut faire périr un garçon dont il a appris par un astrologue qu'il doit lui succéder ; ses plans sont déjoués : sa propre fille forge une fausse lettre où l'empereur ordonne de marier le jeune homme à  sa fille. Constant devient l'héritier du trône et donnera son nouveau nom à la ville (Constantinople) .
L'histoire est une variation sur un thème fréquent dans la littérature, celui d'un enfant prédestiné dont un homme puissant apprend à sa naissance qu'il doit épouser sa fille et s'emparer de son pouvoir ; malgré tous ses efforts pour faire mentir la prophétie, celle-ci s'accomplit.

## Manuscrits
- Version en vers : Copenhague, Bibliothèque royale, cote GKS 2061, f. 149-154, incipit : Li dis de l'empereour Coustant[3].
- Version en prose : Paris, Bibliothèque nationale de France, cote Français 24430, f. 176-178, explicit : Li contes dou roi Coustant[4].

### Éditions
- « Le dit de l'empereur Coustant », édition de la version en vers par Alexandre Wesselofsky, Romania, n° 6, 1877, p. 161-198 Lire en ligne.
- Thor Sundby, « Le Dit de Coustant », Romania, vol. 7, no 26,‎ 1878, p. 331 (lire en ligne).
- James Coveney, Édition critique des versions en vers et en prose de "La légende de l'empereur Constant" avec une étude linguistique et littéraire, Paris, Les Belles Lettres, 1955, 197 p.

### Études
- Guy Raynaud de Lage et Christine Ruby, « Empereur Constant », dans : Robert Bossuat, Louis Pichard et Guy Raynaud de Lage (dir.), Dictionnaire des lettres françaises, t. 1 : Moyen Âge, éd. entièrement revue et mise à jour sous la dir. de Geneviève Hasenohr et Michel Zink, Paris, Fayard, 1992, p. 405.
- (en) Steven M.Taylor, « Constantine the Great: folk hero of the Fourth Crusade », Neophilologus, vol. 64, n° 1, 1980, p. 32-37 Aperçu en ligne.
- (en) E. Jane Burns, « A Cultural Performance in Silk: Sebelinne’s «aumousniere in the “Dit de l’Empereur Constant” »,dans Cultural Performances in Medieval France, Essays in Honor of Nancy Freeman Regalado, Cambridge, D.S. Brewer, 2007, p. 71-78.
- Mikhaïl Dragomanov et Lydia Dragomanov, « Mémoire sur les origines bouddhistes du Dit de l'empereur Constant et leurs traces dans le folklore slave », dans Travaux sur le folklore slave, suivi de Légendes chrétiennes de l'Ukraine, Lingva, 2015 (lire en ligne), p. 37-42.